# Весёлый пролетарий (театр)
«Веселый пролетарий» — украинский театр малых форм, действовал в Харькове в 1927—1933 годах.

## История
Театр малых форм «Веселый пролетарий» был основан в январе 1927 при участии Л. Курбаса и молодого режиссёрского состава театра «Березиль». Художественным руководителем был назначен Януарий Бортник, который так писал о целях нового театра: «Театр ставит своей задачей обслуживать рабочие клубы, быть для них определённым образцом и влиять на повышение просветительской работы художественными средствами. Цель театра — дать зрителю здоровый радостный отдых.»
В 1927-1929 годах музыкальным руководителем, дирижёром и композитор театра был З. Д. Заграничный.
В то время в Харькове традиции театра миниатюр были в значительной степени утрачены и театру пришлось заниматься не только поисками репертуара, но и воспитанием актёров соответствующего типа. В небольшую труппу театра вошли молодые актёры, которые учились актёрскому мастерству в белоцерковской студии «Кийдрамте»: Ханан Шмаин, Клавдия Играй, Иван Маковский, Григорий Лойко, Лидия Романенко. Репетиции театра проходили в помещении Польского клуба по ул. Гоголя, 4 и в Клубе печатников на Чернышевский, 13, а спектакли — в разных профсоюзных клубах Харькова.